# Lapeyrouse (Puy-de-Dôme)
Lapeyrouse [lapeʁuz] ist eine französische Gemeinde mit 515 Einwohnern (Stand 1. Januar 2022) im Département Puy-de-Dôme in der Region Auvergne-Rhône-Alpes. Sie gehört zum Arrondissement Riom und zum Kanton Saint-Éloy-les-Mines. 

## Geographie
Lapeyrouse liegt in der Landschaft Combraille im Norden des Zentralmassives, etwa 27 Kilometer südöstlich von Montluçon.
Die angrenzenden Gemeinden sind Hyds und Beaune-d’Allier im Norden, Vernusse im Nordosten, Louroux-de-Bouble im Osten, Échassières im Südosten, Durmignat im Süden, Buxières-sous-Montaigut im Südwesten sowie La Celle im Westen.

## Bevölkerungsentwicklung
| Jahr                       | 1962 | 1968 | 1975 | 1982 | 1990 | 1999 | 2006 | 2013 |
| Einwohner                  | 993  | 919  | 770  | 700  | 575  | 587  | 582  | 560  |
| Quellen: Cassini und INSEE |      |      |      |      |      |      |      |      |

## Verkehr

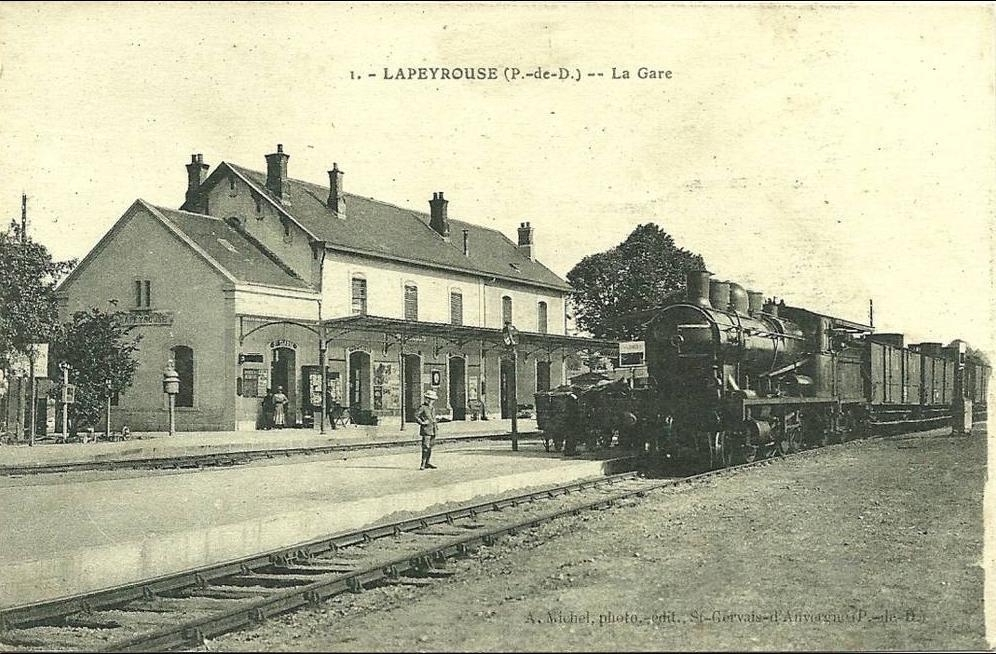
Bahnhof Lapeyrouse um 1920

Der Ort hat einen Bahnhof an der Bahnstrecke Commentry–Gannat, die 1871 von der Compagnie du chemin de fer de Paris à Orléans (PO) eröffnet wurde. Bereits seit 1865 bestand zwischen Saint-Éloy-les-Mines und Lapeyrouse ein Abschnitt der Bahnstrecke Lapeyrouse–Volvic, der bis 1871 aber nur dem Güterverkehr diente. Aktuell wird der Bahnhof Lapeyrouse von Regionalzügen des TER Auvergne-Rhône-Alpes bedient, die zwischen Gannat und Clermont-Ferrand verkehren. Die Strecke nach Volvic wird seit Dezember 2007 „aus Sicherheitsgründen“ nicht mehr befahren.
Durch Lapeyrouse führt die ehemalige Nationalstraße N 698, die 1973 zur Departementsstraße D 998 abgestuft wurde. In wenigen Kilometern Entfernung verläuft nördlich und östlich die Autobahn A 71 mit der Anschlussstelle 11 (Montmarault).

## Sehenswürdigkeiten
- Kirche Notre-Dame aus dem 13. Jahrhundert